# Campeonato de Fútbol Femenino de Primera División A 2019-20 (Argentina)
El Campeonato de Fútbol Femenino de Primera División A «Torneo Rexona» 2019-20 fue el cuadragésimo segundo torneo de la Primera División A de Argentina, y el primero de la llamada era profesional. Fue organizado por la Asociación del Fútbol Argentino. Comenzó el 20 de septiembre de 2019.  
Se trata del primer torneo tras el inicio de la profesionalización. La AFA determinó que todos los planteles de primera categoría femenina deberán tener al menos entre ocho y once contratos para las futbolistas.
Los nuevos participantes son Gimnasia y Esgrima de La Plata y S.A.T., ascendidos de la Primera División B 2018-19 como campeón y como ganador del torneo reducido, respectivamente; y Rosario Central, incorporado por la AFA a los certámenes regulares.
El torneo fue suspendido después de la disputa parcial de la decimoséptima fecha, por las medidas gubernamentales para evitar la propagación de la COVID-19. Finalmente, fue cancelada definitivamente ante la imposibilidad de continuar su disputa debido a la extensión de la pandemia.
Boca Juniors clasificó a la Copa Libertadores Femenina 2020 por ser el ganador de la primera etapa.

## Ascensos y descensos
| Posición  | Ascendidos de la Primera División B 2018-19 |
| --------- | ------------------------------------------- |
| Campeón   | Gimnasia y Esgrima (LP)                     |
| Gan. red. | Social Atlético Televisión                  |

| Calidad     | Incorporado a la Primera División A 2019-20 |
| ----------- | ------------------------------------------- |
| Incorporado | Rosario Central                             |

| Posición | Descendidos de la Primera División A 2018-19 |
| -------- | -------------------------------------------- |
| 7.º      | Atlanta                                      |
| 8.º      | Deportivo Morón                              |

## Sistema de disputa
Los 17 equipos jugaron una fase clasificatoria, en la que se enfrentaron todos contra todos en una sola rueda de 16 partidos, de acuerdo con el programa aprobado por la Asociación del Fútbol Argentino. Los equipos que finalizaban dicha instancia entre las posiciones 1 y 8, inclusive, clasificaban a la Fase Campeonato y accedían a la Copa Federal 2019-20, mientras que los ubicados entre los puestos 9 y 17 pasaban a la Fase Permanencia.

### Fase Campeonato
Los 8 equipos clasificados integraban un grupo único, denominado Fase Campeonato, que se llevaba a cabo bajo el sistema de todos contra todos a dos ruedas, iniciando todos los participantes con puntaje cero. El equipo que al final de la fase sumara más puntos se consagrará campeón y clasificaba la Copa Libertadores Femenina 2020.

### Fase Permanencia
Los 9 equipos peor ubicados de la Fase Clasificatoria disputaban la Fase Permanencia, que se desarrollaba bajo el sistema de todos contra todos a dos ruedas, iniciando todos los participantes con puntaje cero. Los tres equipos que al finalizar la fase sumaban menos puntos descendían a la Primera División B.

## Equipos participantes
| Equipo                 | Ciudad        | Estadio                                                     |
| ---------------------- | ------------- | ----------------------------------------------------------- |
| Boca Juniors           | Buenos Aires  | Alberto J. Armando Complejo Pedro Pompilio Predio de Ezeiza |
| Defensores de Belgrano | Buenos Aires  | Juan Pasquale                                               |
| El Porvenir            | Gerli         | Gildo Ghersinich                                            |
| Estudiantes            | La Plata      | Country Club                                                |
| Excursionistas         | Buenos Aires  | Excursionistas                                              |
| Gimnasia y Esgrima     | La Plata      | Juan Carmelo Zerillo Estancia Chica                         |
| Huracán                | Buenos Aires  | Roberto Larrosa                                             |
| Independiente          | Avellaneda    | Predio Villa Domínico Libertadores de América               |
| Lanús                  | Lanús Este    | Ciudad de Lanús-Néstor Díaz Pérez Predio de Valentín Alsina |
| Platense               | Vicente López | Ciudad de Vicente López Predio Alejandro Mariani Dolán      |
| Racing Club            | Avellaneda    | Predio Tita Mattiussi                                       |
| River Plate            | Buenos Aires  | Auxiliar del Antonio Vespucio Liberti                       |
| Rosario Central        | Rosario       | Gigante de Arroyito Ciudad Deportiva Adolfo Pablo Boerio    |
| San Lorenzo            | Buenos Aires  | Pedro Bidegain Ciudad Deportiva                             |
| S.A.T.                 | Moreno        | 12 de agosto                                                |
| UAI Urquiza            | Villa Lynch   | Monumental de Villa Lynch                                   |
| Villa San Carlos       | Berisso       | Genacio Sálice                                              |

### Distribución geográfica de los equipos
| Región                 | Cant. | Equipos                                                                        |
| ---------------------- | ----- | ------------------------------------------------------------------------------ |
| Conurbano bonaerense   | 7     | El Porvenir, Independiente, Lanús, Platense, Racing Club, S.A.T. y UAI Urquiza |
| Ciudad de Buenos Aires | 6     | Boca Juniors, Excursionistas, Huracán, River Plate, San Lorenzo y UBA          |
| Gran La Plata          | 3     | Estudiantes, Gimnasia y Esgrima y Villa San Carlos                             |
| Ciudad de Rosario      | 1     | Rosario Central                                                                |

## Fase clasificatoria

### Tabla de posiciones
| Pos. | Equipo                  | Pts. | PJ | PG | PE | PP | GF | GC | Dif. |
| ---- | ----------------------- | ---- | -- | -- | -- | -- | -- | -- | ---- |
| 01.º | Boca Juniors            | 43   | 15 | 14 | 1  | 0  | 83 | 7  | 76   |
| 02.º | UAI Urquiza             | 41   | 16 | 13 | 2  | 1  | 62 | 15 | 47   |
| 03.º | San Lorenzo             | 39   | 16 | 12 | 3  | 1  | 59 | 14 | 45   |
| 04.º | River Plate             | 38   | 15 | 12 | 2  | 1  | 56 | 11 | 45   |
| 05.º | Independiente           | 28   | 16 | 9  | 1  | 6  | 31 | 16 | 15   |
| 06.º | Gimnasia y Esgrima (LP) | 28   | 16 | 8  | 4  | 4  | 26 | 26 | 0    |
| 07.º | Racing Club             | 24   | 15 | 7  | 3  | 5  | 34 | 21 | 13   |
| 08.º | Rosario Central         | 23   | 16 | 7  | 2  | 7  | 39 | 45 | −6   |
| 09.º | Lanús                   | 21   | 15 | 6  | 3  | 6  | 22 | 20 | 2    |
| 10.º | Estudiantes (LP)        | 20   | 16 | 6  | 2  | 8  | 25 | 42 | −17  |
| 11.º | Platense                | 16   | 15 | 4  | 4  | 7  | 19 | 32 | −13  |
| 12.º | S.A.T.                  | 16   | 15 | 4  | 4  | 7  | 22 | 36 | −14  |
| 13.º | Excursionistas          | 11   | 15 | 3  | 2  | 10 | 23 | 63 | −40  |
| 14.º | Defensores de Belgrano  | 10   | 16 | 3  | 1  | 12 | 13 | 54 | −41  |
| 15.º | Huracán                 | 7    | 15 | 2  | 1  | 12 | 17 | 44 | −27  |
| 16.º | El Porvenir             | 5    | 15 | 1  | 2  | 12 | 11 | 50 | −39  |
| 17.º | Villa San Carlos        | 4    | 15 | 1  | 1  | 13 | 14 | 60 | −46  |

|  | Los equipos que ocupen estas posiciones al finalizar la fase clasificarán a la Fase Campeonato y a la Copa Federal 2019-20. |
|  | Los equipos que ocupen estas posiciones al finalizar la fase clasificarán a la Fase Permanencia.                            |

Clasificación asegurada a la Fase Campeonato.
Relegación asegurada a la Fase Permanencia.

### Evolución de las posiciones
| Equipo / Fecha          | 1    | 2    | 3    | 4    | 5    | 6    | 7    | 8    | 9    | 10   | 11   | 12   | 13   | 14   | 15   | 16   | 17   |
| ----------------------- | ---- | ---- | ---- | ---- | ---- | ---- | ---- | ---- | ---- | ---- | ---- | ---- | ---- | ---- | ---- | ---- | ---- |
| Boca Juniors            | 02.º | 02.º | 01.º | 02.º | 01.º | 01.º | 01.º | 01.º | 01.º | 01.º | 01.º | 01.º | 01.º | 01.º | 01.º | 01.º | 01.º |
| Defensores de Belgrano  | 11.º | 14.º | 16.º | 16.º | 14.º | 15.º | 15.º | 15.º | 15.º | 15.º | 15.º | 15.º | 15.º | 14.º | 14.º | 14.º |      |
| El Porvenir             | 17.º | 16.º | 13.º | 14.º | 16.º | 16.º | 16.º | 16.º | 16.º | 16.º | 16.º | 16.º | 16.º | 17.º | 16.º | 16.º |      |
| Estudiantes (LP)        | 05.º | 07.º | 10.º | 07.º | 08.º | 06.º | 06.º | 08.º | 07.º | 08.º | 10.º | 10.º | 10.º | 10.º | 10.º | 10.º | 10.º |
| Excursionistas          | 09.º | 12.º | 12.º | 13.º | 15.º | 12.º | 12.º | 13.º | 12.º | 11.º | 12.º | 12.º | 13.º | 13.º | 13.º | 13.º | 13.º |
| Gimnasia y Esgrima (LP) | 07.º | 11.º | 07.º | 05.º | 03.º | 08.º | 08.º | 07.º | 06.º | 06.º | 07.º | 08.º | 06.º | 06.º | 07.º | 06.º | 06.º |
| Huracán                 | 13.º | 08.º | 09.º | 11.º | 12.º | 14.º | 14.º | 14.º | 14.º | 14.º | 14.º | 14.º | 14.º | 15.º | 15.º | 15.º |      |
| Independiente           | 10.º | 13.º | 15.º | 12.º | 10.º | 10.º | 10.º | 06.º | 10.º | 09.º | 08.º | 06.º | 05.º | 05.º | 06.º | 05.º | 05.º |
| Lanús                   | 11.º | 10.º | 06.º | 09.º | 11.º | 11.º | 11.º | 11.º | 09.º | 10.º | 09.º | 09.º | 07.º | 09.º | 09.º | 09.º |      |
| Platense                | 14.º | 16.º | 13.º | 15.º | 13.º | 13.º | 13.º | 12.º | 13.º | 13.º | 13.º | 13.º | 11.º | 11.º | 11.º | 11.º |      |
| Racing Club             | 03.º | 05.º | 08.º | 10.º | 07.º | 09.º | 09.º | 10.º | 08.º | 07.º | 05.º | 05.º | 08.º | 08.º | 05.º | 07.º |      |
| River Plate             | 16.º | 09.º | 05.º | 04.º | 05.º | 04.º | 03.º | 03.º | 03.º | 04.º | 04.º | 04.º | 04.º | 03.º | 04.º | 04.º |      |
| Rosario Central         | 03.º | 06.º | 11.º | 08.º | 06.º | 05.º | 05.º | 05.º | 05.º | 05.º | 06.º | 07.º | 09.º | 07.º | 08.º | 08.º |      |
| San Lorenzo             | 05.º | 03.º | 02.º | 01.º | 02.º | 02.º | 02.º | 02.º | 02.º | 02.º | 03.º | 03.º | 03.º | 04.º | 03.º | 03.º |      |
| S.A.T.                  | 01.º | 01.º | 04.º | 06.º | 09.º | 07.º | 07.º | 09.º | 11.º | 12.º | 11.º | 11.º | 12.º | 12.º | 12.º | 12.º |      |
| UAI Urquiza             | 08.º | 04.º | 03.º | 03.º | 04.º | 03.º | 04.º | 04.º | 04.º | 03.º | 02.º | 02.º | 02.º | 02.º | 02.º | 02.º |      |
| Villa San Carlos        | 14.º | 15.º | 17.º | 17.º | 17.º | 17.º | 17.º | 17.º | 17.º | 17.º | 17.º | 17.º | 17.º | 16.º | 17.º | 17.º |      |

| 1. 2. 3. |

### Resultados
| Fecha 1                 | Fecha 1   | Fecha 1                | Fecha 1                   | Fecha 1          | Fecha 1 |
| Local                   | Resultado | Visitante              | Estadio                   | Fecha            | Hora    |
| ----------------------- | --------- | ---------------------- | ------------------------- | ---------------- | ------- |
| Villa San Carlos        | 1 - 5     | Rosario Central        | Juan Carmelo Zerillo      | 20 de septiembre | 19:00   |
| Gimnasia y Esgrima (LP) | 2 - 0     | Huracán                | Juan Carmelo Zerillo      | 20 de septiembre | 21:00   |
| Platense                | 1 - 5     | Racing Club            | Ciudad de Vicente López   | 21 de septiembre | 13:00   |
| Estudiantes (LP)        | 3 - 1     | Defensores de Belgrano | Country Club              | 22 de septiembre | 15:30   |
| S.A.T.                  | 8 - 1     | El Porvenir            | 12 de agosto              | 22 de septiembre | 15:45   |
| Boca Juniors            | 5 - 0     | River Plate            | Alberto J. Armando        | 24 de septiembre | 15:10   |
| Lanús                   | 1 - 3     | San Lorenzo            | Ciudad de Lanús           | 24 de septiembre | 15:30   |
| UAI Urquiza             | 2 - 1     | Independiente          | Monumental de Villa Lynch | 25 de septiembre | 15:30   |
| Libre: Excursionistas   |           |                        |                           |                  |         |

| Fecha 2                 | Fecha 2   | Fecha 2                 | Fecha 2               | Fecha 2          | Fecha 2 |
| Local                   | Resultado | Visitante               | Estadio               | Fecha            | Hora    |
| ----------------------- | --------- | ----------------------- | --------------------- | ---------------- | ------- |
| San Lorenzo             | 4 - 0     | Gimnasia y Esgrima (LP) | Pedro Bidegain        | 28 de septiembre | 15:00   |
| Racing Club             | 3 - 3     | Excursionistas          | Predio Tita Mattiussi | 28 de septiembre | 16:00   |
| River Plate             | 5 - 0     | Platense                | Auxiliar N.º 1        | 29 de septiembre | 13:05   |
| Defensores de Belgrano  | 0 - 4     | UAI Urquiza             | Juan Pasquale         | 29 de septiembre | 15:30   |
| Independiente           | 0 - 1     | Lanús                   | Predio Villa Domínico | 29 de septiembre | 15:30   |
| El Porvenir             | 0 - 2     | Boca Juniors            | Gildo Ghersinich      | 29 de septiembre | 15:30   |
| Rosario Central         | 3 - 5     | S.A.T.                  | Gigante de Arroyito   | 30 de septiembre | 15:10   |
| Huracán                 | 3 - 0     | Villa San Carlos        | Roberto Larrosa       | 30 de septiembre | 15:30   |
| Libre: Estudiantes (LP) |           |                         |                       |                  |         |

| Fecha 3                 | Fecha 3   | Fecha 3                | Fecha 3                   | Fecha 3      | Fecha 3 |
| Local                   | Resultado | Visitante              | Estadio                   | Fecha        | Hora    |
| ----------------------- | --------- | ---------------------- | ------------------------- | ------------ | ------- |
| UAI Urquiza             | 2 - 0     | Estudiantes (LP)       | Monumental de Villa Lynch | 4 de octubre | 15:00   |
| S.A.T.                  | 2 - 2     | Huracán                | 12 de agosto              | 5 de octubre | 11:00   |
| Lanús                   | 2 - 1     | Defensores de Belgrano | Predio de Valentín Alsina | 5 de octubre | 15:30   |
| Boca Juniors            | 7 - 1     | Rosario Central        | Complejo Pedro Pompilio   | 6 de octubre | 13:10   |
| Platense                | 0 - 0     | El Porvenir            | Ciudad de Vicente López   | 6 de octubre | 15:30   |
| Excursionistas          | 0 - 3     | River Plate            | Coliseo del Bajo Belgrano | 7 de octubre | 21:30   |
| Villa San Carlos        | 0 - 5     | San Lorenzo            | Genacio Sálice            | 8 de octubre | 15:00   |
| Gimnasia y Esgrima (LP) | 1 - 0     | Independiente          | Juan Carmelo Zerillo      | 8 de octubre | 16:00   |
| Libre: Racing Club      |           |                        |                           |              |         |

| Fecha 4                | Fecha 4   | Fecha 4                 | Fecha 4               | Fecha 4       | Fecha 4 |
| Local                  | Resultado | Visitante               | Estadio               | Fecha         | Hora    |
| ---------------------- | --------- | ----------------------- | --------------------- | ------------- | ------- |
| San Lorenzo            | 6 - 0     | S.A.T.                  | Pedro Bidegain        | 12 de octubre | 16:00   |
| El Porvenir            | 3 - 3     | Excursionistas          | Gildo Ghersinich      | 13 de octubre | 11:00   |
| Defensores de Belgrano | 2 - 5     | Gimnasia y Esgrima (LP) | Juan Pasquale         | 13 de octubre | 11:15   |
| River Plate            | 3 - 1     | Racing Club             | Auxiliar N.º 1        | 13 de octubre | 15:10   |
| Estudiantes (LP)       | 3 - 2     | Lanús                   | Country Club          | 13 de octubre | 15:30   |
| Independiente          | 3 - 1     | Villa San Carlos        | Predio Villa Domínico | 13 de octubre | 15:30   |
| Rosario Central        | 4 - 0     | Platense                | Gigante de Arroyito   | 13 de octubre | 16:00   |
| Huracán                | 1 - 3     | Boca Juniors            | Roberto Larrosa       | 14 de octubre | 15:10   |
| Libre: UAI Urquiza     |           |                         |                       |               |         |

| Fecha 5                 | Fecha 5   | Fecha 5                | Fecha 5                        | Fecha 5         | Fecha 5 |
| Local                   | Resultado | Visitante              | Estadio                        | Fecha           | Hora    |
| ----------------------- | --------- | ---------------------- | ------------------------------ | --------------- | ------- |
| Platense                | 2 - 0     | Huracán                | Predio Alejandro Mariani Dolán | 19 de octubre   | 13:00   |
| Racing Club             | 3 - 0     | El Porvenir            | Predio Tita Mattiussi          | 19 de octubre   | 15:00   |
| Boca Juniors            | 3 - 0     | San Lorenzo            | Predio de Ezeiza               | 19 de octubre   | 15:20   |
| Excursionistas          | 1 - 2     | Rosario Central        | Coliseo del Bajo Belgrano      | 19 de octubre   | 16:00   |
| S.A.T.                  | 0 - 3     | Independiente          | 12 de agosto                   | 20 de octubre   | 11:00   |
| Gimnasia y Esgrima (LP) | 3 - 3     | Estudiantes (LP)       | Juan Carmelo Zerillo           | 21 de octubre   | 16:30   |
| Villa San Carlos        | 1 - 2     | Defensores de Belgrano | Genacio Sálice                 | 22 de octubre   | 15:10   |
| Lanús                   | 0 - 4     | UAI Urquiza            | Predio de Valentín Alsina      | 28 de noviembre | 17:00   |
| Libre: River Plate      |           |                        |                                |                 |         |

| Fecha 6                | Fecha 6   | Fecha 6                 | Fecha 6                              | Fecha 6        | Fecha 6 |
| Local                  | Resultado | Visitante               | Estadio                              | Fecha          | Hora    |
| ---------------------- | --------- | ----------------------- | ------------------------------------ | -------------- | ------- |
| UAI Urquiza            | 4 - 1     | Gimnasia y Esgrima (LP) | Monumental de Villa Lynch            | 2 de noviembre | 11:00   |
| El Porvenir            | 0 - 4     | River Plate             | Gildo Ghersinich                     | 2 de noviembre | 15:30   |
| Independiente          | 2 - 4     | Boca Juniors            | Predio Villa Domínico                | 3 de noviembre | 13:10   |
| Estudiantes (LP)       | 3 - 2     | Villa San Carlos        | Country Club                         | 3 de noviembre | 15:30   |
| Rosario Central        | 4 - 2     | Racing Club             | Ciudad Deportiva Adolfo Pablo Boerio | 3 de noviembre | 16:00   |
| Defensores de Belgrano | 1 - 2     | S.A.T.                  | Juan Pasquale                        | 4 de noviembre | 15:10   |
| Huracán                | 1 - 2     | Excursionistas          | Roberto Larrosa                      | 4 de noviembre | 16:00   |
| San Lorenzo            | 2 - 2     | Platense                | Ciudad Deportiva                     | 4 de noviembre | 18:15   |
| Libre: Lanús           |           |                         |                                      |                |         |

| Fecha 7                 | Fecha 7   | Fecha 7                | Fecha 7                        | Fecha 7         | Fecha 7 |
| Local                   | Resultado | Visitante              | Estadio                        | Fecha           | Hora    |
| ----------------------- | --------- | ---------------------- | ------------------------------ | --------------- | ------- |
| Excursionistas          | 2 - 6     | San Lorenzo            | Coliseo del Bajo Belgrano      | 9 de noviembre  | 15:00   |
| River Plate             | 6 - 1     | Rosario Central        | Auxiliar N.º 1                 | 9 de noviembre  | 15:30   |
| Gimnasia y Esgrima (LP) | 1 - 1     | Lanús                  | Estancia Chica                 | 10 de noviembre | 15:10   |
| Boca Juniors            | 10 - 0    | Defensores de Belgrano | Complejo Pedro Pompilio        | 10 de noviembre | 15:30   |
| Platense                | 0 - 2     | Independiente          | Predio Alejandro Mariani Dolán | 10 de noviembre | 15:30   |
| S.A.T.                  | 0 - 0     | Estudiantes (LP)       | 12 de agosto                   | 11 de noviembre | 15:10   |
| Racing Club             | 6 - 1     | Huracán                | Predio Tita Mattiussi          | 14 de noviembre | 17:00   |
| Villa San Carlos        | 0 - 8     | UAI Urquiza            | Genacio Sálice                 | 4 de diciembre  | 17:00   |
| Libre: El Porvenir      |           |                        |                                |                 |         |

| Fecha 8                        | Fecha 8   | Fecha 8          | Fecha 8                              | Fecha 8         | Fecha 8 |
| Local                          | Resultado | Visitante        | Estadio                              | Fecha           | Hora    |
| ------------------------------ | --------- | ---------------- | ------------------------------------ | --------------- | ------- |
| Lanús                          | 3 - 0     | Villa San Carlos | Predio de Valentín Alsina            | 16 de noviembre | 17:00   |
| UAI Urquiza                    | 5 - 0     | S.A.T.           | Monumental de Villa Lynch            | 16 de noviembre | 17:00   |
| Defensores de Belgrano         | 0 - 2     | Platense         | Juan Pasquale                        | 17 de noviembre | 09:00   |
| Estudiantes (LP)               | 0 - 5     | Boca Juniors     | Country Club                         | 17 de noviembre | 17:00   |
| Independiente                  | 5 - 2     | Excursionistas   | Libertadores de América              | 17 de noviembre | 17:00   |
| Rosario Central                | 3 - 1     | El Porvenir      | Ciudad Deportiva Adolfo Pablo Boerio | 17 de noviembre | 17:00   |
| Huracán                        | 1 - 4     | River Plate      | Roberto Larrosa                      | 18 de noviembre | 17:00   |
| San Lorenzo                    | 2 - 1     | Racing Club      | Ciudad Deportiva                     | 18 de noviembre | 17:00   |
| Libre: Gimnasia y Esgrima (LP) |           |                  |                                      |                 |         |

| Fecha 9                | Fecha 9   | Fecha 9                 | Fecha 9                        | Fecha 9         | Fecha 9 |
| Local                  | Resultado | Visitante               | Estadio                        | Fecha           | Hora    |
| ---------------------- | --------- | ----------------------- | ------------------------------ | --------------- | ------- |
| Platense               | 2 - 3     | Estudiantes (LP)        | Predio Alejandro Mariani Dolán | 22 de noviembre | 17:00   |
| S.A.T.                 | 0 - 3     | Lanús                   | 12 de agosto                   | 23 de noviembre | 17:00   |
| El Porvenir            | 2 - 4     | Huracán                 | Gildo Ghersinich               | 23 de noviembre | 17:00   |
| Racing Club            | 2 - 0     | Independiente           | Predio Tita Mattiussi          | 23 de noviembre | 17:00   |
| Excursionistas         | 3 - 2     | Defensores de Belgrano  | Coliseo del Bajo Belgrano      | 24 de noviembre | 17:00   |
| Villa San Carlos       | 0 - 2     | Gimnasia y Esgrima (LP) | ADIP                           | 24 de noviembre | 17:00   |
| Boca Juniors           | 1 - 1     | UAI Urquiza             | Complejo Pedro Pompilio        | 25 de noviembre | 17:00   |
| River Plate            | 1 - 1     | San Lorenzo             | Auxiliar N.º 1                 | 25 de noviembre | 17:00   |
| Libre: Rosario Central |           |                         |                                |                 |         |

| Fecha 10                | Fecha 10  | Fecha 10        | Fecha 10                  | Fecha 10        | Fecha 10 |
| Local                   | Resultado | Visitante       | Estadio                   | Fecha           | Hora     |
| ----------------------- | --------- | --------------- | ------------------------- | --------------- | -------- |
| Gimnasia y Esgrima (LP) | 1 - 0     | S.A.T.          | Estancia Chica            | 29 de noviembre | 17:00    |
| San Lorenzo             | 5 - 0     | El Porvenir     | Ciudad Deportiva          | 30 de noviembre | 09:00    |
| Independiente           | 0 - 0     | River Plate     | Predio Villa Domínico     | 30 de noviembre | 17:00    |
| UAI Urquiza             | 2 - 0     | Platense        | Monumental de Villa Lynch | 1 de diciembre  | 09:00    |
| Lanús                   | 0 - 1     | Boca Juniors    | Ciudad de Lanús           | 1 de diciembre  | 17:00    |
| Estudiantes (LP)        | 2 - 4     | Excursionistas  | Country Club              | 1 de diciembre  | 17:00    |
| Huracán                 | 2 - 4     | Rosario Central | Roberto Larrosa           | 1 de diciembre  | 17:00    |
| Defensores de Belgrano  | 0 - 3     | Racing Club     | Juan Pasquale             | 2 de diciembre  | 17:00    |
| Libre: Villa San Carlos |           |                 |                           |                 |          |

| Fecha 11        | Fecha 11  | Fecha 11                | Fecha 11                             | Fecha 11        | Fecha 11 |
| Local           | Resultado | Visitante               | Estadio                              | Fecha           | Hora     |
| --------------- | --------- | ----------------------- | ------------------------------------ | --------------- | -------- |
| Boca Juniors    | 5 - 0     | Gimnasia y Esgrima (LP) | Complejo Pedro Pompilio              | 6 de diciembre  | 17:00    |
| El Porvenir     | 0 - 4     | Independiente           | Gildo Ghersinich                     | 7 de diciembre  | 09:00    |
| River Plate     | 7 - 0     | Defensores de Belgrano  | Auxiliar N.º 1                       | 7 de diciembre  | 17:00    |
| Racing Club     | 3 - 1     | Estudiantes (LP)        | Predio Tita Mattiussi                | 7 de diciembre  | 17:00    |
| Excursionistas  | 0 - 5     | UAI Urquiza             | Coliseo del Bajo Belgrano            | 7 de diciembre  | 17:00    |
| S.A.T.          | 2 - 2     | Villa San Carlos        | 12 de agosto                         | 8 de diciembre  | 09:00    |
| Platense        | 0 - 0     | Lanús                   | Ciudad de Vicente López              | 8 de diciembre  | 17:00    |
| Rosario Central | 1 - 4     | San Lorenzo             | Ciudad Deportiva Adolfo Pablo Boerio | 10 de diciembre | 17:00    |
| Libre: Huracán  |           |                         |                                      |                 |          |

| Fecha 12                | Fecha 12  | Fecha 12        | Fecha 12                  | Fecha 12      | Fecha 12 |
| Local                   | Resultado | Visitante       | Estadio                   | Fecha         | Hora     |
| ----------------------- | --------- | --------------- | ------------------------- | ------------- | -------- |
| UAI Urquiza             | 2 - 1     | Racing Club     | Monumental de Villa Lynch | 8 de febrero  | 09:00    |
| Lanús                   | 4 - 0     | Excursionistas  | Predio de Valentín Alsina | 8 de febrero  | 17:00    |
| Independiente           | 3 - 1     | Rosario Central | Predio de Villa Domínico  | 8 de febrero  | 17:00    |
| Estudiantes (LP)        | 0 - 5     | River Plate     | Country Club              | 9 de febrero  | 09:00    |
| Defensores de Belgrano  | 1 - 0     | El Porvenir     | Juan Pasquale             | 9 de febrero  | 09:00    |
| San Lorenzo             | 5 - 0     | Huracán         | Ciudad Deportiva          | 9 de febrero  | 09:00    |
| Gimnasia y Esgrima (LP) | 1 - 1     | Platense        | Estancia Chica            | 9 de febrero  | 17:00    |
| Villa San Carlos        | 0 - 8     | Boca Juniors    | ADIP                      | 10 de febrero | 17:30    |
| Libre: S.A.T.           |           |                 |                           |               |          |

| Fecha 13           | Fecha 13  | Fecha 13                | Fecha 13                       | Fecha 13      | Fecha 13 |
| Local              | Resultado | Visitante               | Estadio                        | Fecha         | Hora     |
| ------------------ | --------- | ----------------------- | ------------------------------ | ------------- | -------- |
| River Plate        | 4 - 1     | UAI Urquiza             | Auxiliar N°1                   | 15 de febrero | 17:00    |
| Racing Club        | 1 - 2     | Lanús                   | Predio Tita Mattiussi          | 15 de febrero | 17:00    |
| Excursionistas     | 1 - 4     | Gimnasia y Esgrima (LP) | Coliseo del Bajo Belgrano      | 15 de febrero | 19:00    |
| El Porvenir        | 1 - 3     | Estudiantes (LP)        | Gildo Ghersinich               | 16 de febrero | 09:00    |
| Boca Juniors       | 6 - 0     | S.A.T.                  | Complejo Pedro Pompilio        | 16 de febrero | 17:00    |
| Rosario Central    | 1 - 1     | Defensores de Belgrano  | Granadero Baigorria            | 16 de febrero | 17:00    |
| Platense           | 6 - 1     | Villa San Carlos        | Predio Alejandro Mariani Dolán | 16 de febrero | 17:00    |
| Huracán            | 0 - 1     | Independiente           | Roberto Larrosa                | 17 de febrero | 17:00    |
| Libre: San Lorenzo |           |                         |                                |               |          |

| Fecha 14                | Fecha 14  | Fecha 14        | Fecha 14                  | Fecha 14      | Fecha 14 |
| Local                   | Resultado | Visitante       | Estadio                   | Fecha         | Hora     |
| ----------------------- | --------- | --------------- | ------------------------- | ------------- | -------- |
| UAI Urquiza             | 6 - 1     | El Porvenir     | Monumental de Villa Lynch | 22 de febrero | 09:00    |
| Lanús                   | 1 - 3     | River Plate     | Ciudad de Lanús           | 22 de febrero | 17:00    |
| Estudiantes (LP)        | 3 - 4     | Rosario Central | Country Club              | 22 de febrero | 17:00    |
| Defensores de Belgrano  | 2 - 1     | Huracán         | Juan Pasquale             | 22 de febrero | 17:00    |
| Independiente           | 1 - 2     | San Lorenzo     | Predio de Villa Domínico  | 23 de febrero | 17:00    |
| Gimnasia y Esgrima (LP) | 0 - 0     | Racing Club     | Estancia Chica            | 23 de febrero | 17:00    |
| S.A.T.                  | 0 - 1     | Platense        | 12 de agosto              | 23 de febrero | 17:00    |
| Villa San Carlos        | 5 - 1     | Excursionistas  | Unión Vecinal             | 23 de febrero | 17:00    |
| Libre: Boca Juniors     |           |                 |                           |               |          |

| Fecha 15             | Fecha 15  | Fecha 15                | Fecha 15                             | Fecha 15      | Fecha 15 |
| Local                | Resultado | Visitante               | Estadio                              | Fecha         | Hora     |
| -------------------- | --------- | ----------------------- | ------------------------------------ | ------------- | -------- |
| San Lorenzo          | 7 - 0     | Defensores de Belgrano  | Ciudad Deportiva                     | 29 de febrero | 09:00    |
| Rosario Central      | 3 - 6     | UAI Urquiza             | Ciudad Deportiva Adolfo Pablo Boerio | 29 de febrero | 17:00    |
| Racing Club          | 2 - 1     | Villa San Carlos        | Juan Domingo Perón                   | 29 de febrero | 17:00    |
| Platense             | 2 - 7     | Boca Juniors            | Predio Alejandro Mariani Dolán       | 29 de febrero | 17:00    |
| Excursionistas       | 1 - 2     | S.A.T.                  | Coliseo del Bajo Belgrano            | 29 de febrero | 19:00    |
| River Plate          | 4 - 0     | Gimnasia y Esgrima (LP) | Auxiliar N.º 1                       | 1 de marzo    | 09:00    |
| Huracán              | 0 - 1     | Estudiantes (LP)        | Roberto Larrosa                      | 1 de marzo    | 17:00    |
| El Porvenir          | 2 - 1     | Lanús                   | Gildo Ghersinich                     | 1 de marzo    | 17:00    |
| Libre: Independiente |           |                         |                                      |               |          |

| Fecha 16                | Fecha 16  | Fecha 16        | Fecha 16                  | Fecha 16   | Fecha 16 |
| Local                   | Resultado | Visitante       | Estadio                   | Fecha      | Hora     |
| ----------------------- | --------- | --------------- | ------------------------- | ---------- | -------- |
| UAI Urquiza             | 8 - 1     | Huracán         | Monumental de Villa Lynch | 7 de marzo | 09:00    |
| Lanús                   | 1 - 1     | Rosario Central | Predio de Valentín Alsina | 7 de marzo | 17:00    |
| Defensores de Belgrano  | 0 - 3     | Independiente   | Juan Pasquale             | 7 de marzo | 17:00    |
| Estudiantes (LP)        | 0 - 5     | San Lorenzo     | Country Club              | 8 de marzo | 09:00    |
| Boca Juniors            | 16 - 0    | Excursionistas  | Complejo Pedro Pompilio   | 8 de marzo | 17:00    |
| Villa San Carlos        | 0 - 7     | River Plate     | Genacio Sálice            | 8 de marzo | 17:00    |
| Gimnasia y Esgrima (LP) | 3 - 0     | El Porvenir     | Estancia Chica            | 8 de marzo | 17:00    |
| S.A.T.                  | 1 - 1     | Racing Club     | 12 de agosto              | 9 de marzo | 17:00    |
| Libre: Platense         |           |                 |                           |            |          |

| Fecha 17                      | Fecha 17  | Fecha 17                | Fecha 17                             | Fecha 17    | Fecha 17 |
| Local                         | Resultado | Visitante               | Estadio                              | Fecha       | Hora     |
| ----------------------------- | --------- | ----------------------- | ------------------------------------ | ----------- | -------- |
| Independiente                 | 3 - 0     | Estudiantes (LP)        | Predio de Villa Domínico             | 13 de marzo | 17:00    |
| El Porvenir                   |           | Villa San Carlos        | Gildo Ghersinich                     | 14 de marzo | 16:00    |
| River Plate                   |           | S.A.T.                  | Auxiliar N.º 1                       | 15 de marzo | 15:00    |
| Rosario Central               | 1 - 2     | Gimnasia y Esgrima (LP) | Ciudad Deportiva Adolfo Pablo Boerio | 15 de marzo | 16:30    |
| Huracán                       |           | Lanús                   | Roberto Larrosa                      | 15 de marzo | 16:30    |
| Racing Club                   |           | Boca Juniors            | Predio Tita Mattiussi                | 15 de marzo | 16:30    |
| Excursionistas                |           | Platense                | Coliseo del Bajo Belgrano            | 15 de marzo | 17:00    |
| San Lorenzo                   | 2 - 2     | UAI Urquiza             | Ciudad Deportiva                     | 16 de marzo | 15:00    |
| Libre: Defensores de Belgrano |           |                         |                                      |             |          |

| 1. 2. 3. 4. 5. 6. 7. 8. 9. 10. 11. |

## Goleadoras
| Jugador               | Equipo          | Goles |
| --------------------- | --------------- | ----- |
| Mariana Larroquette   | UAI Urquiza     | 29    |
| Erica Lonigro         | Rosario Central | 18    |
| Carolina Birizamberri | River Plate     | 17    |
| Macarena Sánchez      | San Lorenzo     | 17    |
| Andrea Ojeda          | Boca Juniors    | 16    |

Fuente:
- Datos del Torneo Rexona de Primera A-AFA